# Волостной суд

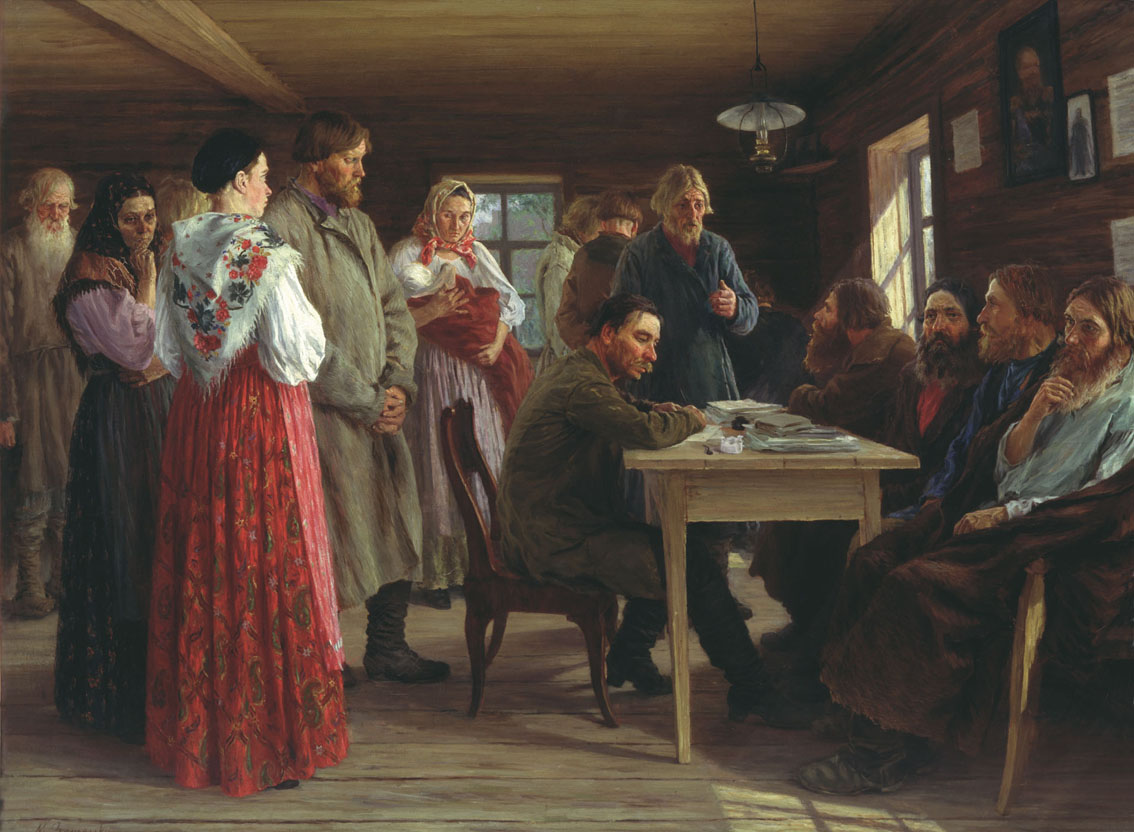
М. И. Зощенко. Волостной суд, 1888

Волостной суд — внутренний суд волости, административной единицы крестьянского самоуправления в Российской империи, состоящий из выборных непрофессиональных судей. Юрисдикция суда была очень ограниченной и распространялась на мелкие имущественные споры, а также проступки с максимальным наказанием в 15 суток ареста, и только на крестьян данной волости. Иногородние крестьяне и представители других сословий подлежали юрисдикции мировых судей.

## Устройство волостного суда
Волостной суд состоял из четырёх судей. Кандидаты в судьи выбирались сельскими обществами на своих сходах, по одному от общества. Обычно сельских обществ в волости было более четырёх, поэтому земский начальник выбирал из всех кандидатов четырёх действующих судей (а одного из них назначал председателем), а все остальные оставались резервными кандидатами и могли занять должность судьи, если действующий судья более не мог исполнять свои обязанности. Судьи выбирались на три года.
Волостные судьи выбирались из домохозяев, не моложе 35 лет, не подвергавшихся телесному наказанию и не состоявших под судом и следствием, не занимавшихся «раздробительной продажей питей» (то есть не содержавших заведения с продажей спиртного в розлив), не занимавших другие должности в волости.
Избрание могло быть произведено без согласия кандидата, который имел право отказаться, только если был старше 60 лет, или был одержим телесными недугами, или уже отслужил один срок по выборам.

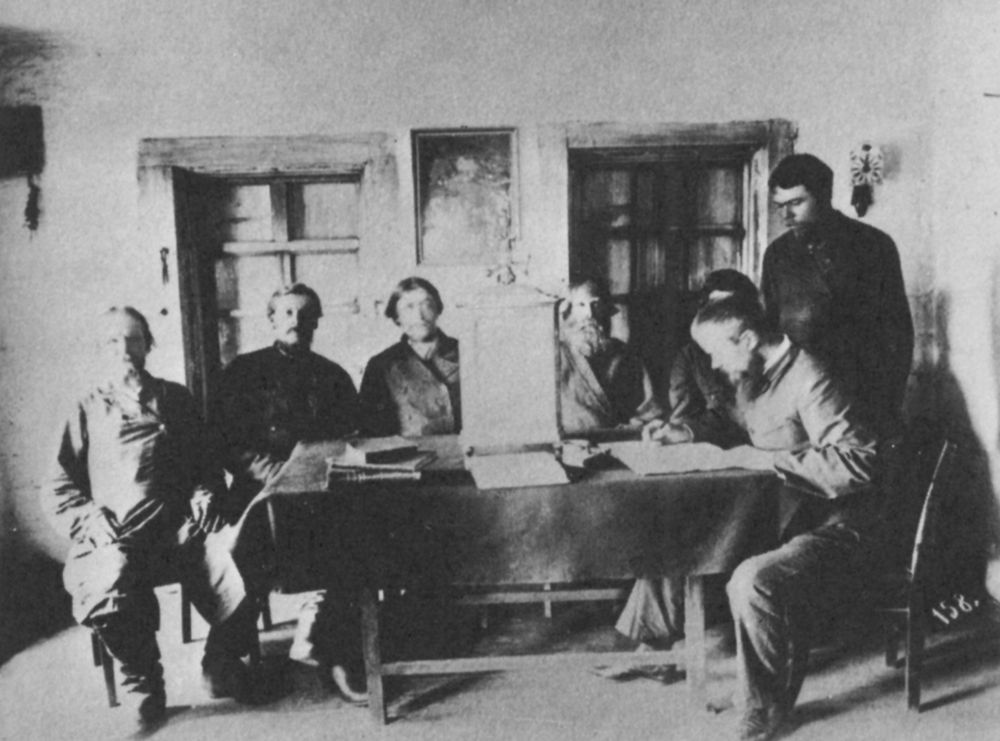
Волостной суд

Волостной суд собирался не менее двух раз в месяц. Судопроизводство носило упрощенный характер, следовавший из отсутствия у судей всякой профессиональной подготовки (даже требование грамотности для волостных судей было рекомендательным). Суд мог выносить решения по устным жалобам, не вел протокола, порядок судопроизводства был свободным. Решения суда оформлялись письменно. Суд не был обязан ссылаться на действующее право и часто действовал по местным обычаям.
Деятельность волостных судов вызывала большие нарекания — судьи часто были пристрастны, брали мелкие взятки, решения были непредсказуемыми. Идея дать волостным судам кодекс, построенный на анализе сложившейся практики этих судов, оказалась невыполнимой — суды действовали бессистемно и не смогли выработать понятное и воспроизводимое обычное право.

## Принципы деятельности волостного суда
Основной принцип деятельности волостного суда состоял в том, что его юрисдикция была строго ограничена крестьянами волости и, в некоторых случаях, приписанными к волости лицами податных сословий (мещанами, официально проживавшими в волости, и при этом исключенными из городских мещанских обществ). Все споры между крестьянами волости и не относящимися к волости лицами разрешал земский начальник (при сумме до 300 рублей), либо мировой судья (при сумме от 300 до 500 рублей), либо суд общей юрисдикции.
Волостной суд не был никаким образом встроен в систему судов общей юрисдикции (мировые судьи, съезды мировых судей, окружные суды, судебные палаты, сенат).

Он был подчинен параллельной системе судебно-административных установлений (земские начальники и городские судьи, уездные съезды, губернские присутствия), все части которой (кроме городских судей) именовались «установлениями, заведующими крестьянскими делами». Ни одно дело, рассматриваемое внутри этой системы, не могло быть обжаловано в судах общей юрисдикции. 

Волостной суд, нижнее звено системы, был чисто судебным учреждением. Все вышестоящие звенья были судебно-административными, то есть имели смешанные распорядительные и судебные полномочия.

Аналога волостного суда в городах не существовало, нижней инстанцией системы для горожан был городской судья.
Волостной суд находился под наблюдением земского начальника, своего рода апелляционной инстанции, которому подавались и все жалобы на решения суда. Земский начальник имел право утвердить любое обжалуемое решение суда, но если назначенное судом наказание превысило три дня ареста или 5 рублей штрафа, не мог своей властью его отменить, а должен был передать дело в уездный съезд. Жалобы на эти решения земских начальников и уездных съездов могли, в свою очередь, подаваться в губернское присутствие, своего рода кассационную инстанцию.

## Перечень дел, подведомственных волостному суду
Гражданские дела. 

Волостной суд был полномочен разрешать следующие дела:
- Споры и тяжбы между крестьянами об имуществе, входящем в состав крестьянского надела.
- Любые имущественные споры между лицами, подведомственными суду (крестьянами волости и мещанами, приписанными к волости), ценой до 300 рублей; за исключением исков о праве собственности, основанных на крепостных актах (то есть нотариально заверенных).
- Имущественные иски к крестьянам волости до 300 рублей от посторонних лиц, если эти лица сами избрали для процесса волостной суд.
- Дела по наследованию имущества крестьян (по наследованию надельного имущества — без ограничения стоимости, по наследованию прочего имущества — в пределах 500 рублей).

Административные правонарушения и мелкие уголовные дела (законодательство Российской империи объединяло их под названием «наказаний, налагаемых мировыми судьями»). 

Волостной суд был полномочен выносить решения по следующим обвинениям, но только при условии, что наказанием был выговор, арест на срок не более 15 дней (за кражу, мошенничество, мотовство и пьянство арест мог быть до 30 дней) или штраф на сумму не более 30 рублей:
- Ослушание полицейским и другим стражам, их оскорбление.
- Порча выставленных по распоряжению властей объявлений.
- Объявление чего-либо во всеобщее известие без надлежащего разрешения.
- Распространение ложных слухов.
- Ссоры, драки, кулачный бой или другого рода буйство.
- Нарушение порядка в публичных собраниях.
- Открытие в недозволенное время трактиров.
- Появление в публичном месте в состоянии явного опьянения.
- Бесстыдные и соединенные с соблазном для других действия в публичном месте.
- Причинение домашним животным напрасных мучений.
- Предоставление жилища для распития крепких напитков.
- Устройство запрещенных игр.
- Прошение милостыни, по лени и привычке к праздности.
- Допущение к прошению милостыни детей.
- Засорение рек, каналов, источников и колодцев.
- Несоблюдение правил о чистоте и опрятности на улице.
- Своз палого скота и мусора в неназначенное место.
- Постройка или перестройка здания без дозволения.
- Повреждение мостов и переправ.
- Препятствование проходу и проезду.
- Устройство печей и чистка дымовых труб без соблюдения правил.
- Несоблюдение правил обращения с огнём и хранения горючих масел.
- Неявка на пожар, там где это установлено.
- Порча воды, служащей для употребления людей.
- Приготовление и продажа вредных для здоровья напитков и съестных припасов.
- Хранение и ношение запрещенного оружения, стрельба из него.
- Допущение опасности для посторонних от домашних животных.
- Неосмотрительная скорая езда в селениях.
- Неприставление подпор к ветхим заборам.
- Перевоз людей в ветхих и худых лодках.
- Нанесение обиды, на словах или действием.
- Грубость против нанимателя и его семейства.
- Разглашение сведений с целью оскорбить честь.
- Угроза насилием или убийством.
- Насилие, но без нанесения тяжких побоев.
- Отказ в доставлении нуждающимся родителям пособия.
- Срывание плодов и овощей, сбор ягод и грибов на чужих землях, но не в виде кражи.
- Рыбная ловля в чужих водах.
- Охота на чужой земле.
- Проход и проезд, прогон скота через чужие неубранные луга и поля, пастьба скота на чужих землях.
- Умышленное повреждение чужих канав.
- Убой и изувечение чужих животных.
- Присвоение найденных денег и вещей, необъявление о них.
- Покупка заведомо краденых вещей.
- Прием в заклад от нижних чинов казённых вещей.
- Кража на сумму не свыше 50 рублей.
- Обмер и обвес на сумму не свыше 50 рублей.
- Охота в запрещенное время.
- Нарушение рабочим договора найма.
- Мотовство и пьянство, приведшие к разорению хозяйства.

Те, кто не мог заплатить штраф, могли в добровольном порядке отсидеть арест, из расчета 2 рубля за день.
До 1903 г. волостной суд также мог назначать наказание розгами не свыше 20 ударов для крестьян мужского пола, не имевших образовательного ценза, не занимавших должностей, не служивших в военной службе, не страдавших предусмотренными в законе болезнями и не достигших 60-летнего возраста. Такие приговоры должны были утверждаться земскими начальниками (после введения этого института в 1889 г.).

## Особенности суда в местностях, где не были введены земские начальники
В местностях, где не было земских начальников, крестьянские учреждения были несколько отличными. Волостной суд, в частности, состоял из 4-12 судей (число их крестьяне могли определить сами), которые могли заседать в несколько составов по очередям.

Размер гражданских исков был ограничен 100 рублями (кроме имущества в составе крестьянского надела), а максимальное наказание за проступки — семидневным арестом и штрафом в 3 рубля.